# Jubbal
Jubbal (Jubal) fou un estat tributari protegit del grup de les muntanyes dependent del govern de Panjab i avui dia a Himachal Pradesh. La superfície era de 746 km² amb 472 pobles. La població era de 19.196 habitants el 1881 el 99% hindús. El 1931 la població era de 26.021 habitants. Rawingarh i Dhadi eren tributaris de Jubbal. L'estat incloïa 84 pobles incloent Deorha, la capital, i Jubbal (ciutat).

## Història
L'estat es va fundar vers el segle XI. Originalment fou tributari de Sirmoor. Vers el 1630 el rana Bhag Chand fou capturat pel raja de Tehri-Garhwal i fou presoner alguns anys, circumstància que va aprofitar el seu germà petit Rajkumar Jalap Singh, per apoderar-se de part de l'estat i fundar el principat independent de Kohlara (al nord de l'antic estat) amb títol de thakur sahib. Quan el presoner Bhag Chand va poder tornar a Jubbal, Jalap Singh va haver de fugir a Sirmoor i va morir a presó a Nahan; Bhag Chand va morir amb 91 anys el 1676. L'estat fou ocupat pels gurkhes nepalesos el 1803; després de la Guerra Gurkha els britànics van restaurar l'estat i fou fet independent de Sirmoor per sanad del 18 de novembre de 1815. El rana, de la casta rathor rajput, governava malament i el 1832 va abdicar el govern en els britànics; després se'n va penedir i va refusar la pensió que li havia estat assignada (de 440 lliures) i finalment els britànics van decidir restaurar l'estat el 1839, i van aprovar la successió del seu fill Tika Kami Chand; poc després el rana va morir (1843). Tika Kami Chand va rebre els poders el 1854, i va governar fins a la seva mort el 1877 rebent el 1857 sanad autoritzant l'adopció; el va succeir el seu fill Padam Chand, que va morir el 1898 deixant un fill menor d'edat, Gyan Chand que també va morir jove i el va succeir el seu germà Bhagat Chand que va abdicar el 12 d'octubre de 1946.

## Llista de ranes a partir del segle XVI
- Rana UGRAN CHAND vers 1519-1527
- Rana KARAN CHAND 1527-1558 (fill)
- Rana AMAR CHAND 1558-1575 (fill)
- Rana AMBOO CHAND 1575-1616 (fill)
- Rana KIRTI CHAND 1616-1629 (fill)
- Rana BHAG CHAND 1629-1676 (fill)
- Rana NARAIN CHAND 1676-1680 (fill)
- Rana TAREM CHAND 1680-1681 (fill)
- Rana ROOP CHAND 1681-1690 (fill)
- Rana TEGH CHAND 1690-1699 (germà)
- Rana GOHAR CHAND 1699-1720
- Rana NARPAT CHAND 1720-1738 (fill)
- Rana YOG CHAND 1738-1758 (fill)
- Rana HUKAM CHAND 1758-1773 (fill)
- Rana PARAS CHAND 1773-1802 (germà)
- Rana PURAN CHAND 1802-1832 (fill, va abdicar) (+1843)
- Rana KARAM CHAND (Tika Kami Chand) 1839-1877 (+ 17 de març de 1877) (fill)
- Rana PADAM CHAND 1877-1898 (fill)
- Rana GYAN CHAND 1898-1910 (+ 29 d'abril de 1910 amb 23 anys) (fill)
- Raja Rana Sir BHAGAT CHAND Bahadur (1888-1951) 1910-1946 (germà) (+ 5 d'octubre de 1951)
- Raja Rana DIGVIJAY CHAND (Príncep Digbee) 1946-1948 (+ 1966)